# میسی شوان رایان
میسی شوان رایان (انگلیسی: Missy Schwen-Ryan؛ زادهٔ july ۱۷, ۱۹۷۲ (۵۲ سال)) ورزشکار روئینگ اهل ایالات متحده آمریکا است.
وی در مسابقات کشوری و بین‌المللی در مجموع برندهٔ ۲ مدال نقره، ۱ مدال برنز شده‌است.